# Carl Eduard Cramer
Pour les articles homonymes, voir Cramer.
Carl Eduard Cramer est un botaniste suisse, né le 4 mars 1831 à Zurich et mort le 24 novembre 1901 dans cette même ville.

## Biographie
Il est le fils de Salomon et d’Anna Magdalene née Burkhard. Il étudie à Zurich et à Fribourg-en-Brisgau. Il étudie auprès de Karl Wilhelm von Nägeli et obtient son doctorat en 1855. Il devient maître-assistant en 1857 puis professeur de botanique de 1861 à 1901 à l’École polytechnique fédérale de Zurich. Il enseigne également à l’université de la ville de 1880 à 1883 et dirige le jardin botanique de 1882 à 1893.
Cramer est l’auteur, avec Nägeli, de Pflanzen physiologische Untersuchungen (1855-1857) ainsi que de nombreux articles. Il étudie la croissance cellulaire des végétaux ainsi que leurs structures. Il s’intéresse également aux champignons de Suisse, à la bactériologie et à la tératologie végétale.